# Flota Argentina de Navegación de Ultramar
La Flota Argentina de Navegación de Ultramar (FANU) fue una flota mercante de Argentina de mediados del siglo XX. Estuvo activa desde su creación en 1949 hasta su desaparición en 1960 con la creación de ELMA.

## Historia
En 1949 el primer gobierno de Juan Domingo Perón nacionalizó la Compañía Argentina de Navegación Dodero y en 1951 el ente recibió el nombre oficial de «Flota Argentina de Navegación Ultramar» (siglas «FANU»).
La flota operó rutas al Reino Unido, al mar Mediterráneo y a Estados Unidos.
En 1952 constituyó la Empresa Nacional de Transportes (ENT), en el ámbito del Ministerio de Transportes, junto a las administraciones generales de Transporte Fluvial, de la Flota Argentina de Navegación Fluvial y de la Flota Mercante del Estado; así como otros entes públicos de transporte terrestre y aéreo. La ENT perduró hasta 1956 bajo la administración de la dictadura autodenominada «Revolución Libertadora».
Con la dictadura de 1955 cambiaron los nombres de las naves 17 de Octubre, Eva Perón y Presidente Perón a Libertad, Uruguay y Argentina, respectivamente.
En 1958 el Poder Ejecutivo decidió que FANU constituya una empresa del estado (dejando de ser una administración general), en los términos de la Ley de Empresas del Estado.
En 1960 bajo el gobierno de Arturo Frondizi el Poder Legislativo creó la Empresa Líneas Marítimas Argentinas (ELMA), con la fusión de FANU y la Flota Mercante del Estado.

## Buques
La FANU tuvo los siguientes buques:
- Presidente Perón (renombrado Argentina en 1955)
- 17 de Octubre (renombrado Libertad en 1955)
- Eva Perón (renombrado Uruguay en 1955)
- Yapeyú
- Alberto Dodero
- Maipú
- Tucumán (ex La Corsse Victory)[5]
- Río de la Plata (ex Mendoza, ex Wiliam and Mary Victory)[6]
- Córdoba (ex N. Y. U. Victory)[7]
- Buenos Aires (ex Smith Victory)[8]
- Entre Ríos (ex Rock Hill Victory)[9]
- Santa Fe (ex Gustavus Victory)[10]